# Casa de la Vila de Ciutadilla
Casa de la Vila de Ciutadilla és un edifici de Ciutadilla (Urgell) inclòs a l'Inventari del Patrimoni Arquitectònic de Catalunya.

## Descripció
La casa de la Vila de Ciutadilla és una de les cases més belles de la població i es conserva en molt bon estat.
Té tres pisos d'alçada i gairebé totes les obertures a aquesta façana conserven les seves llindes originals. L'estereotomia de la casa és de pedra tallada irregularment.
A la planta baixa hi ha la porta d'accés dovellada amb un arc de mig punt. Al costat mateix d'aquesta porta n'hi havia una altra que avui dia ha estat transformada en finestra, però, malgrat aquesta petita transformació, ha perviscut amb la seva llinda superior original, de pedra rematada amb un menut arc conopial. A la primera planta o planta noble, s'obre, a la dreta, una finestra amb llinda també acabada en arquet conopial original. Vora aquesta finestra s'obre una fornícula de cronologia posterior on s'hi ha encabit una talla de pedra de Sant Miquel. Al costat del sant hi ha l'únic balcó d'aquesta façana, també amb una llinda d'arc conopial. Finalment, al pis superior s'obren dues finestres bessones que només es diferencien per les llindes superiors: la de la dreta té un arc conopial i la de l'esquerra una circumferència.